# Агата Барбара
Агата Барбара (на малтийски: Agata Barbara) е видна малтийска политичка.
Тя е единствена жена, заемала поста президент на Малта, както и първата депутатка (1947), министърка (1955) и вицепремиерка (1974) в страната.
Родена е в град Забар, Малта на 11 март 1923 г. Завършва гимназиалното си образование в столицата Валета. Работи като учителка от 1942 до 1947 г.
Постъпва в Лейбъристката партия през 1946 г. Още от самото начало е много активна в партията – оглавява партийното женско крило, основава Женското политическо движение в Малта. През 1947 г. е избрана в Изпълнителния комитет на партията и в парламента на страната, в коъто остава до напускането му през 1982 г.
Влиза в лейбъристкото правителство на Британска Малта като министър на образованието и културата през 1955 г. След падането на правителството през 1958 г. е осъдена на 43 дни тежък труд за участие в протести против британското владичество. Отново заема същия министерски пост от 1971 г.
В новата Република Малта от 1974 до 1981 г. е министър на труда, заетостта и социалното осигуряване (от 1976 г. – на труда, социалното осигуряване и културата), като изпълнява и функции на заместник министър-председател.
Избрана е и служи като президент на Малта от 15 февруари 1982 до 15 февруари 1987 г. След президентството се завръща в родния си град Забар, където умира на 4 февруари 2002 г.